# 仁田三夫
仁田 三夫（にった みつお、1924年 -）は、日本の写真家、考古学者。

## 来歴
埼玉県川口市生まれ。埼玉県立浦和高等学校卒業、東京写真工業専門学校（現・東京工芸大学）を卒業後、主として西欧の風景写真を主として撮影している。1970年頃より、その文化的根源であるエジプト文明とその文物と古代エジプトの遺跡と壁画を、エジプト政府（考古省）の了解を得て、ルクソールの女神の神殿の壁画、ルクソールのファラオの壁画、ツタンカーメン王の壁画を中心に、当時初の非熱源の照明装置と大型撮影装置を駆使し、困難を極めた古代壁画の撮影を行った。その後も70回以上、古代壁画を中心にエジプト考古学の文物の撮影と考古学的研究のため、エジプトを再三訪れ、エジプトの首脳陣との交流を深め、多数のエジプトの文物の写真画像を記録している。
仁田は、ヒエログリフをはじめとするエジプト学にも明るい考古学者であって、写真家としてのみならずエジプト学者としても国際的に著名である。
（1980年代には、早稲田大学考古学研究隊が活躍をはじめているが、2005年現在、日本のエジプト考古学研究者は極めて限られている。仁田の主著は、『古代エジプト壁画 : 新王国．－　東京：日本経済新聞社, 1977.9. － 165(図版)p　36cm』である。該著作物のダイジェスト版がカイロ博物館のガイドブックともなっていた）

## 著書
なお、現在入手可能な比較的新しい文献には以下のようなものがある。
- Egypt / 仁田三夫. -- コスモ出版, 1991.6
- エジプト古代文明の旅 / 仁田三夫. -- 講談社, 1996.11. -- (講談社カルチャーブックス ; 115)
- 古代エジプトへの旅 / 鈴木八司[共著]. -- 岩波書店, 1983.12. -- (岩波グラフィックス ; 19)
- 古代エジプト王・神・墓 / 仁田三夫. -- 河出書房新社, 2002.6
- 古代エジプトの壁画 / 仁田三夫[共著].  -- 岩崎芸術社, 1997.10
- 古代エジプト壁画 / 仁田三夫. -- 日本経済新聞社, 1977.9
- 図説エジプトの「死者の書」 / 村治笙子,片岸直美[共著]. -- 河出書房新社, 2002.5. -- (ふくろうの本)
- 図説古代エジプト. 1 / 仁田三夫[共著]. -- 河出書房新社, 1998.5
- 図説古代エジプト. 2 / 仁田三夫[共著]. -- 河出書房新社, 1998.5
- ナイルに生きる人びと / 片岸直美,畑守泰子,村治笙子[共著]. -- 山川出版社, 1997.6
- ルクソール讃歌 / 仁田三夫. -- 筑摩書房, 1995.5. -- (ちくま文庫)
- 私のエジプト案内 / 仁田三夫. -- 主婦の友社, 1978.10. -- (Tomo選書)

1970年代の日本では、仁田の『エジプト壁画写真集』が限定出版されていた。東京写真大学厚木キャンパスの「写大ギャラリー」の建築記念に、仁田の「古代エジプト写真展」がこけら落しとして開催され、在京のエジプト大使が臨席した。1970年代初期撮影のルクソールの古代エジプトの壁画オリジナルプリントが初公開され、その大型原版写真の精細な画像と極めて困難な照明技術の卓越さに、当時の写真関係者・考古学研究者を驚愕させた。